# Nadja Nożarowa
Nadja Mateewa Nożarowa hrabina de Navarro-Farber (bułg.) Надя Матеева Ножарова (ur. 21 listopada 1916 w Plewenie, Bułgaria, zm. 18 kwietnia 2014 na Long Island, USA) – bułgarska śpiewaczka operetkowa i aktorka.

## Życiorys
Urodziła się w Plewenie w północnej Bułgarii. Jej ojciec zajmował się handlem artykułami elektrotechnicznymi. Ukończyła amerykańska szkołę dla dziewcząt w Łoweczu założoną przez protestanckiego misjonarza D.C. Challisa. Po jej ukończeniu wróciła do Plewenu i w 1934 rozpoczęła karierę w teatrze operetki „Angeł Sładkarow”, z którym występowała w całym kraju. Po rozwiązaniu zespołu występowała w teatrach „Odeon”, „Bułgaria” i „Teatr Korporacyjny”. Następnie wyjechała do Niemiec by uczyć się śpiewu. Po powrocie do Bułgarii wystąpiła w 1942 w filmie „Изпитание” („Próba”).

## Rodzina
W 1936 po rozpoczęciu współpracy z operetką wyszła za mąż za jej szefa Angeła Sładkarowa. Wzięli ślub w Monasterze Trojańskim. Rozwiedli się w 1940, a Nadja wyszła za dyplomatę w Watykanie, hiszpańskiego hrabiego Navarro. Osiedli razem w Monte Carlo. Po śmierci męża w 1949 przeniosła się do USA, gdzie w 1953 wyszła za przedsiębiorcę budowlanego i właściciela nieruchomości Sida Farbera. Po jego śmierci w 1985 odziedziczyła majątek i wyszła za Yuriya Farbera, z którym pozostała aż do śmierci w 2014.

## Dobroczynność
W czasie prowadzenia firmy budowlanej wspierała wiele organizacji dobroczynnych i humanitarnych. Współpracowała z Biurem imigracyjnym USA, organizacjami wspierającymi żydowskich i wenezuelskich imigrantów, Czerwonym Krzyżem w Monaco i innymi.